# Правительство Кастекса
Правительство Кастекса — сорок второе правительство Франции периода Пятой республики, сформированное 6 июля 2020 года под председательством Жана Кастекса, который был назначен премьер-министром 3 июля 2020 года.

## Предыстория
28 июня 2020 года во Франции состоялся второй тур муниципальных выборов, перенесённый с марта из-за эпидемии COVID-19. В Гавре 58,83 % избирателей проголосовали за список, возглавляемый действующим премьер-министром Эдуаром Филиппом.

## Формирование
3 июля 2020 года Филипп ушёл в отставку, предпочтя вернуться на свою прежнюю должность мэра Гавра, и в этот же день президент Макрон назначил новым премьер-министром Жана Кастекса.
В субботу и воскресенье 4 и 5 июля продолжались переговоры между Филиппом и Кастексом. При этом последний в интервью Journal du Dimanche назвал свои критерии подбора будущих членов кабинета: "être capable, d’où qu’on vienne, d’entrer en action tout de suite " (должны быть способны, откуда бы ни пришли, немедленно приступить к делу), " Nous avons besoin de personnalités fortes pour agir vite et être à la hauteur " (нам нужны сильные личности, чтобы действовать быстро и быть на высоте).
6 июля вечером генеральный секретарь администрации президента Алексис Колер официально огласил состав сформированного правительства из 32 человек (помимо премьера — 16 министров, 14 министров-делегатов и 1 государственный секретарь), в которое вошли представители партии «Вперёд, Республика!», Демократического движения, Территории прогресса, партии «Действовать» и Радикального движения. Одной из особенностей Кабинета стало восстановление Министерства моря, упразднённого в 1991 году.
26 июля формирование кабинета завершилось назначением одиннадцати государственных секретарей, пятеро из которых входили в правительство Филиппа.

## Изменения в составе
8 декабря 2021 года министр делегат малого и среднего предпринимательства Ален Гризе ушёл в отставку после вынесения ему исправительным судом Парижа приговора к лишению свободы на шесть месяцев условно по обвинению в предоставлении «неполной или ложной декларации о доходах». Его сменил государственный секретарь по делам туризма, французов за рубежом и франкофонии Жан-Батист Лемуан, который в дополнение к прежним обязанностям получил в своё ведение функции Гризе, но теперь в должности министра-делегата.
5 марта 2022 года министр развития территорий Жаклин Гуро ушла в отставку ввиду назначения в Конституционный совет Франции, и её сменил госсекретарь Жоель Жиро. Одновременно из-за обвинений в харассменте ушла в отставку госсекретарь приоритетного образования Натали Эльма.

## Состав правительства
- Премьер-министр — Жан Кастекс;
  - Министр-делегат по связям с парламентом и гражданским обществом — Марк Фено
  - Министр-делегат равноправия между женщинами и мужчинами, разнообразия и равенства возможностей — Элизабет Морено[фр.]
  - Государственный секретарь, официальный представитель правительства — Габриэль Атталь
  - Государственный секретарь по делам лиц с ограниченными возможностями — Софи Клюзель
- Министр европейских и иностранных дел — Жан-Ив Дриан;
  - Министр-делегат внешней торговли и привлекательности Франции — Франк Ристер
  - Министр-делегат по делам туризма, французов за рубежом и франкофонии — Жан-Батист Лемуан[фр.] (с 8 декабря 2021)
  - Государственный секретарь по делам туризма, французов за рубежом и франкофонии — Жан-Батист Лемуан[фр.] (до 8 декабря 2021)
  - Государственный секретарь по европейским делам — Клеман Бон
- Министр экологических преобразований — Барбара Помпили;
  - Министр-делегат жилищного хозяйства — Эмманюэль Варго[фр.]
  - Министр-делегат транспорта — Жан-Батист Джеббари
  - Государственный секретарь по проблемам биоразнообразия — Беранже Абба[фр.]
- Министр национального образования, по делам молодёжи и спорта — Жан-Мишель Бланке;
  - Министр-делегат спорта — Роксана Марасиняню
  - Государственный секретарь приоритетного образования — Натали Эльма[фр.] (до 5 марта 2022)
  - Государственный секретарь по делам молодёжи и занятости — Сара Эль Аири
- Министр экономики, финансов и восстановления — Брюно Ле Мэр;
  - Министр-делегат общественных счетов — Оливье Дюссо
  - Министр-делегат промышленности — Аньес Панье-Рюнаше
  - Министр-делегат малого и среднего предпринимательства — Жан-Батист Лемуан[фр.] (с 8 декабря 2021), Ален Гризе[фр.] (до 8 декабря 2021)
  - Государственный секретарь цифровых преобразований и электронных средств коммуникации — Седрик О[фр.]
  - Государственный секретарь социальной, солидарной и ответственной экономики — Оливия Грегуар
- Министр Вооружённых сил — Флоранс Парли;
  - Министр-делегат памяти и ветеранов — Женевьева Даррьёсек
- Министр внутренних дел — Жеральд Дарманен;
  - Министр-делегат гражданства — Марлен Шьяппа
- Министр труда, занятости и интеграции — Элизабет Борн;
  - Министр-делегат интеграции — Брижитт Клинкер[фр.]
  - Государственный секретарь по делам пенсионного обеспечения и охраны здоровья трудящихся — Лоран Пьетрашевски
- Министр территориальной сплоченности и связей с местными властями — Жоель Жиро (с 5 марта 2022), Жаклин Гуро (до 5 марта 2022);
  - Министр-делегат городов — Надя Ай[фр.]
  - Государственный секретарь цифровых преобразований и электронных средств коммуникации — Седрик О[фр.]
  - Государственный секретарь по делам сельских местностей — Жоель Жиро (до 5 марта 2022)
- Хранитель печатей и министр юстиции — Эрик Дюпон-Моретти
- Министр культуры — Розлин Башло;
- Министр заморских территорий — Себастьян Лекорню;
- Министр солидарности и здравоохранения[фр.] — Оливье Веран;
  - Министр-делегат автономности пожилых граждан — Брижитт Бургиньон
  - Государственный секретарь по делам детства и семьи — Адриян Таке[фр.]
- Министр моря Франции[фр.] — Анник Жирарден;
- Министр высшего образования, исследований и инновации — Фредерик Видаль;
- Министр сельского хозяйства и продовольствия — Жюльен Денорманди;
- Министр реорганизации и государственной службы[фр.] — Амели де Моншален.

## История

### 2020 год
4 октября в Новой Каледонии состоялся референдум о независимости, на котором 53,26 % избирателей при явке на уровне 85,64 % проголосовали за сохранение территории во французской юрисдикции (в 2018 году на аналогичном референдуме так же проголосовали 56,67 %).
23 октября, спустя неделю после убийства Самюэля Пати, Кастекс объявил о принятии неотложных мер к повышению интенсивности и эффективности использования платформы PHAROS для своевременного выявления в сетевых ресурсах противозаконного контента, а также о создании в структуре прокуратуры Парижа специального подразделения и подготовке к 9 декабря законопроекта о привлечении к ответственности тех, кто угрожает государственным служащим устно или своим поведением.
29 октября после теракта в Ницце состоялось заседание Совета обороны и национальной безопасности в ходе которого министр внутренних дел Дарманен сообщил о направлении в Ниццу дополнительно 120 полицейских и мобилизации ко 2 ноября трёх с половиной тысяч жандармов из резерва. Приехавший на место событий президент Макрон объявил также об увеличении с 3000 до 7000 человек численности военнослужащих, задействованных в операции «Часовой» по патрулированию улиц (министр обороны Флоранс Парли сообщила о начале перемещения дополнительных военнослужащих в города в тот же день, 29 октября).
10 ноября прокуратура Парижа начала доследственную проверку действий неназванных должностных лиц в рамках противодействия эпидемии COVID-19 по следующим обвинениям: «умышленное самоотстранение от борьбы с опасностью», «подвержение опасности жизней других людей», «непредумышленное убийство и причинение вреда здоровью».
9 декабря, в годовщину принятия закона 1905 года о разделении церквей и государства, на заседании правительства представлен законопроект «об укреплении республиканских принципов», призванный воспрепятствовать возникновению альтернативных общественных структур на конфессиональной и этнической основе. В числе предлагаемых мер: установление контроля за деятельностью и финансированием религиозных объединений, введение понятия «создание угрозы жизни» посредством распространения персональных данных, государственным служащим при исполнении своих обязанностей запрещено носить знаки этнической и конфессиональной принадлежности, запрещается домашнее школьное образование за исключением случаев, когда оно обусловлено состоянием здоровья ребёнка, ужесточение мер против пропаганды ненависти в Интернете, медикам запрещается выдавать «сертификаты девственности» (наказание за нарушение этого запрета — до года лишения свободы и 15 тысяч евро штрафа).

#### Борьба с эпидемией COVID-19
27 августа 2020 года ввиду возобновления роста заболеваемости коронавирусной инфекцией COVID-19 и во избежание крайних мер самоизоляции, вводившихся весной текущего года, в Париже и трёх прилегающих к нему департаментах введено обязательное ношение медицинских масок в общественных местах — не только в закрытых пространствах, но и на улице.
11 сентября 2020 года Кастекс объявил о новых мерах правительства, предпринимаемых в связи с ухудшением эпидемической ситуации (за сутки были выявлены 9843 инфицированных). При сокращении по рекомендации Научного совета по COVID-19 до семи суток срока карантина для лиц с подозрением на заболевание, с 14 сентября ужесточаются санитарные меры в Марселе, Бордо и Гваделупе, где отмечено ухудшение ситуации, а также предусматриваются дополнительные мероприятия в 42 департаментах, отнесённых к «красной зоне». Процедура взятия тестов упрощается и ускоряется, но предполагается отдать приоритет трём категориям: лицам с явными симптомами заболевания, лицам, находившимся с ними в контакте и медицинскому персоналу. На текущий момент возвращение к жёстким мерам самоизоляции, применявшимся весной, по-прежнему не предусматривается. Иллюстрируя эффективность действий властей, Кастекс заявил, что во Франции производится миллион тестов на коронавирус в неделю, и по этому показателю она занимает третье место в Европе.
17 октября, ввиду ухудшающейся коронавирусной эпидемической ситуации, в регионе Иль-де-Франс, а также в метрополиях Лилля, Гренобля, Лиона, Экс-Марсель, Монпелье, Руана, Тулузы и Сент-Этьена введён комендантский час с 21.00 до 6.00.
22 октября на пресс-конференции в здании Министерства здравоохранения в присутствии главы ведомства Оливье Верана, а также министра культуры Розлин Башло и госсекретаря цифровых технологий Седрика О премьер-министр Кастекс объявил о введении комендантского часа ещё в 38 департаментах, после чего строгие санитарные меры охватили в общей сложности 54 департамента из 102 с населением 46 млн человек.
28 октября президент Макрон объявил о возобновлении с 30 октября в общенациональном масштабе на четыре недели режима социального дистанцирования для противодействия эпидемии COVID-19, но при этом, в отличие от весеннего этапа, средние учебные заведения продолжат работу.
12 ноября Кастекс объявил о продлении с 1 декабря минимум на две недели противоэпидемического режима социального дистанцирования.
26 ноября Кастекс на пресс-конференции с участием министра труда Элизабет Борн, министра культуры Розлин Башло, министра здравоохранения Оливье Верана и министра малого и среднего предпринимательства Алена Гризе конкретизировал заявление президента Макрона о порядке постепенного снятия противоэпидемических ограничений (в частности, 28 ноября открываются все предприятия сферы обслуживания, но с сохранением определённых мер социального дистанцирования; для религиозных учреждений до 15 декабря сохраняется требование не собирать одновременно в одном помещении более 30 человек; на два дня 24 и 31 декабря в канун Рождества и Нового года полностью отменяется комендантский час).
27 декабря 2020 года во Франции, как и в ряде других европейских государств, началась кампания массовой вакцинации, в том числе пожилых людей, с использованием препарата BNT162b2, разработанного компаниями Pfizer и BioNTech.

### 2021 год
8 января Верховное управление здравоохранения одобрило использование во Франции вакцины против COVID-19, разработанной американской компанией Moderna (первая вакцина — BNT162b2 — была одобрена 24 декабря 2020 года).
14 января Кастекс объявил о сохранении строгих санитарных мер противодействия коронавирусной эпидемии. В частности, с 16 января минимум на пятнадцать дней продлевается комендантский час на всей территории Франции, но при этом премьер обратился к предпринимателям с просьбой не закрывать магазины и прочие заведения сферы обслуживания на обеденный перерыв и в воскресенье, дабы избежать ненужного скопления людей в одном месте. Школы не закрываются, но обязаны следовать строгому санитарному протоколу, также ужесточается санитарный контроль на границах, а к 18 января должны открыться 700 пунктов вакцинации, заявки на проведение которой подали уже 6,4 млн французов.
29 января Кастекс объявил о новых санитарных мерах при отказе от возвращения к полномасштабному режиму социального дистанцирования, вводившемуся весной 2020 года. В частности, с 31 января полностью запрещаются поездки в страны за пределами Евросоюза и въезд оттуда за исключением чрезвычайных ситуаций; въезд из стран Евросоюза возможен только при наличии отрицательного теста на COVID-19; поездки в заморские территории Франции также разрешаются только в исключительных случаях; все непродовольственные торговые центры площадью более 20 тыс. квадратных метров закрываются; поощряются меры к более широкому применению удалённой работы.
18 марта Кастекс объявил об установлении с вечера 19 марта на четыре недели полномасштабного противоэпидемического локдауна в 16 департаментах, включая Париж и его окрестности (полностью регионы Иль-де-Франс и О-де-Франс, а также департаменты Приморские Альпы, Приморская Сена и Эр).
31 марта президент Макрон в телевизионном обращении объявил о введении полного режима социального дистанцирования на всей территории материковой Франции, в том числе о закрытии на три недели школ и объединении всех весенних каникул, с целью противодействия третьей волне коронавирусной инфекции.
1 апреля Кастекс выступил в Национальном собрании, которое должно утвердить противоэпидемические меры, объявленные Макроном. Премьер конкретизировал и уточнил отдельные положения заявленной программы. В частности, перемещения между регионами разрешаются только в случае крайней необходимости, а родители детей, оставшихся дома из-за закрытия школ, и не имеющие возможности перейти на удалённую работу, смогут оформить для себя частичную занятость, просто сообщив работодателю о создавшейся ситуации (кроме того, небогатые семьи получат материальную помощь от правительства). Распитие спиртных напитков в общественных местах запрещается, а местные префектуры по согласованию с мэрами имеют право в случае необходимости закрыть доступ к набережным, площадям и другим местам, где потенциально возможно сосредоточение большого количества людей.
22 апреля Кастекс на пресс-конференции разъяснил порядок выхода страны из режима санитарных ограничений. В частности, в понедельник 26 апреля открываются школы, а с 3 мая, в соответствии с заявлением президента Макрона от 31 марта, постепенно приступают к работе закрытые учреждения и предприятия.
6 мая Кастекс на видеоконференции с участием сотен полицейских префектов и супрефектов объявил о постепенной ликвидации префектуры как отдельного учреждения в рамках объявленной президентом Макроном 8 апреля реформы государственной службы, которая предполагает слияние в единый организм всего её руководства (уже начата реорганизация Национальной школы администрации и ликвидация генеральных инспекций — финансовой, административной и социальных дел).
В ночь с 11 на 12 мая после долгих дискуссий при сопротивлении даже участника правительственной коалиции — Демократического движения — Национальное собрание большинством 208 голосов против 85 одобрило закон о порядке выхода из режима социального дистанцирования, включая его первую статью о введении санитарных пропусков. 10 мая Жан Кастекс в интервью газете «Le Parisien» разъяснил правительственный план, в частности коснулся темы санитарных пропусков — в период с 9 по 30 июня, перед снятием последних ограничений, посещение мероприятий с участием более 1000 человек и любые путешествия будут возможны только для их обладателей.
12 июля, меньше чем через две недели после снятия ограничений, президент Макрон объявил о возвращении к жёстким санитарным мерам с целью противостояния четвёртой волне коронавирусной эпидемии. В частности, на период до 21 июля вводятся обязательные санитарные пропуска для доступа в рестораны и кафе, поезда и самолёты. Макрон также объявил о подготовке законопроекта об обязательной вакцинации всех сотрудников медицинских учреждений к 15 сентября, а также всех, кто находится в постоянном контакте с лицами из группы риска.
12 декабря в соответствии с Нумейским соглашением состоялся третий и последний референдум о самоопределении Новой Каледонии, по итогам которого при явке 43,9 % победили противники независимости с результатом 96,49 %.